# Drago Buvač
Drago Buvač (Zagreb, 1938. – ), novinar, ekonomski analitičar, komentator i kolumnist, diplomat.

## Životopis
Magistrirao ekonomske znanosti.
Profesionalni novinar od 1962.
Bio je dopisnik Vjesnika  u Moskvi (1972-1975), novinske agencije Tanjug  u Tokyu (1977-81), Slobodne Dalmacije  u Bruxellesu (1991-93). Bio je novinar free-lancer  u Bruxellesu (1993-96) i New Yorku (1996-99).
Bio je veleposlanik Republike Hrvatske u Japanu i Republici Koreji (2001-05).
Objavio je jedanaest knjiga.
Živi i radi u Zagrebu.

### Djela
- Sovjetska alternativa  (1977)
- Anatomija japanskog uspjeha (1982)
- Ekonomika sa srcem (1990)
- 1990: Slom hiperinflacije ili Jugoslavije (1990)
- Povratak u kapitalizam (1990)
- Nacionaletatizam (1994)
- U službi japanskog Cara, diplomatska kronika (2006)
- Globalna trilogija: 
  - Silovanje Evrope (2007)
  - Spašavanje Amerike (2008)
  - Cvjetanje trešanja (2009)
- Treći krug, novinarski memoari (2011).